# Gent–Terneuzen-csatorna

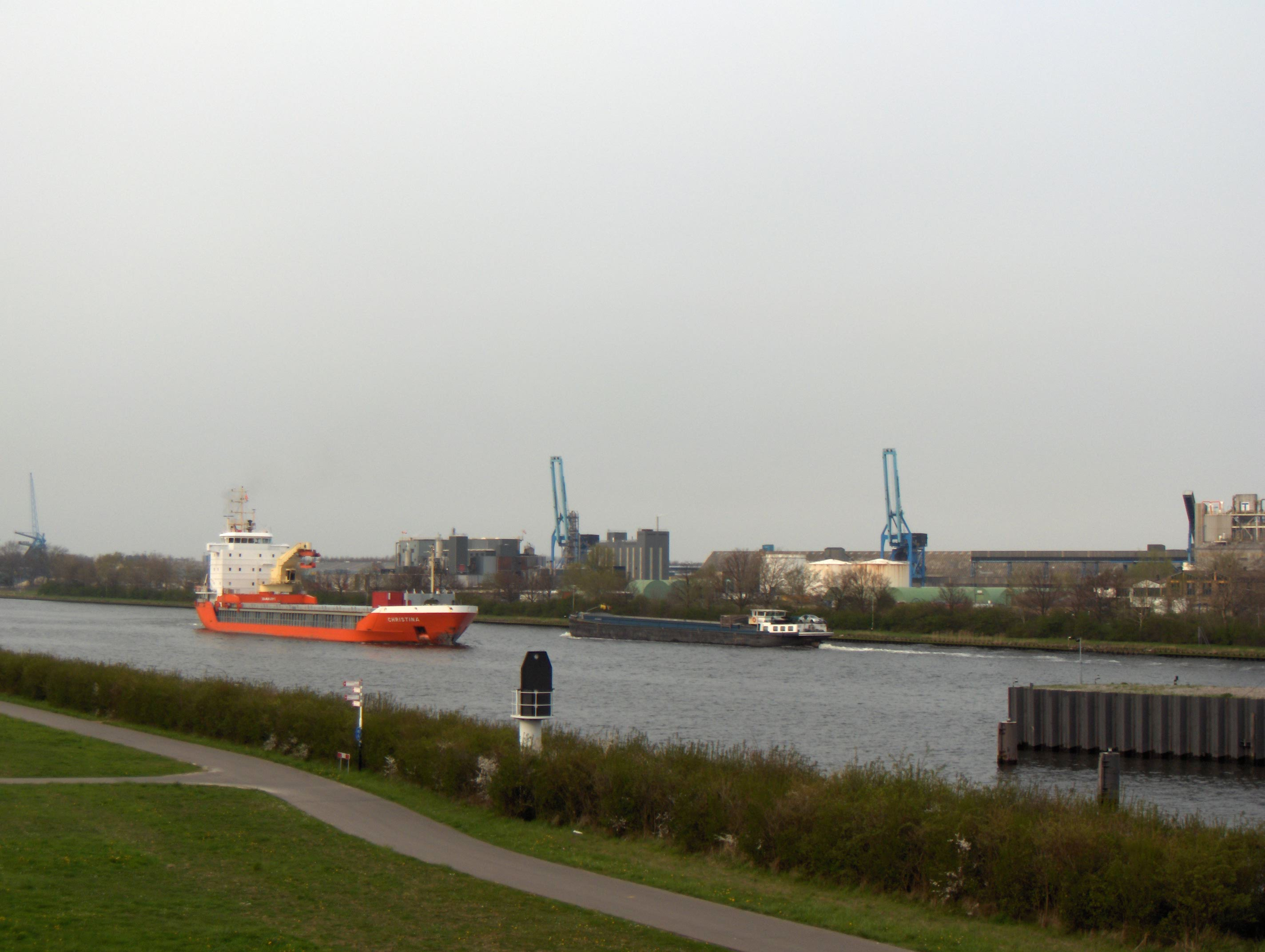
Tengerjáró hajó a Gent–Terneuzen-csatornán útban a zsilipek felé

A Gent–Terneuzen-csatorna a belgiumi Gent városát köti össze a Schelde hollandiai szakaszával és ezen keresztül az Északi-tengerrel.

## Történet

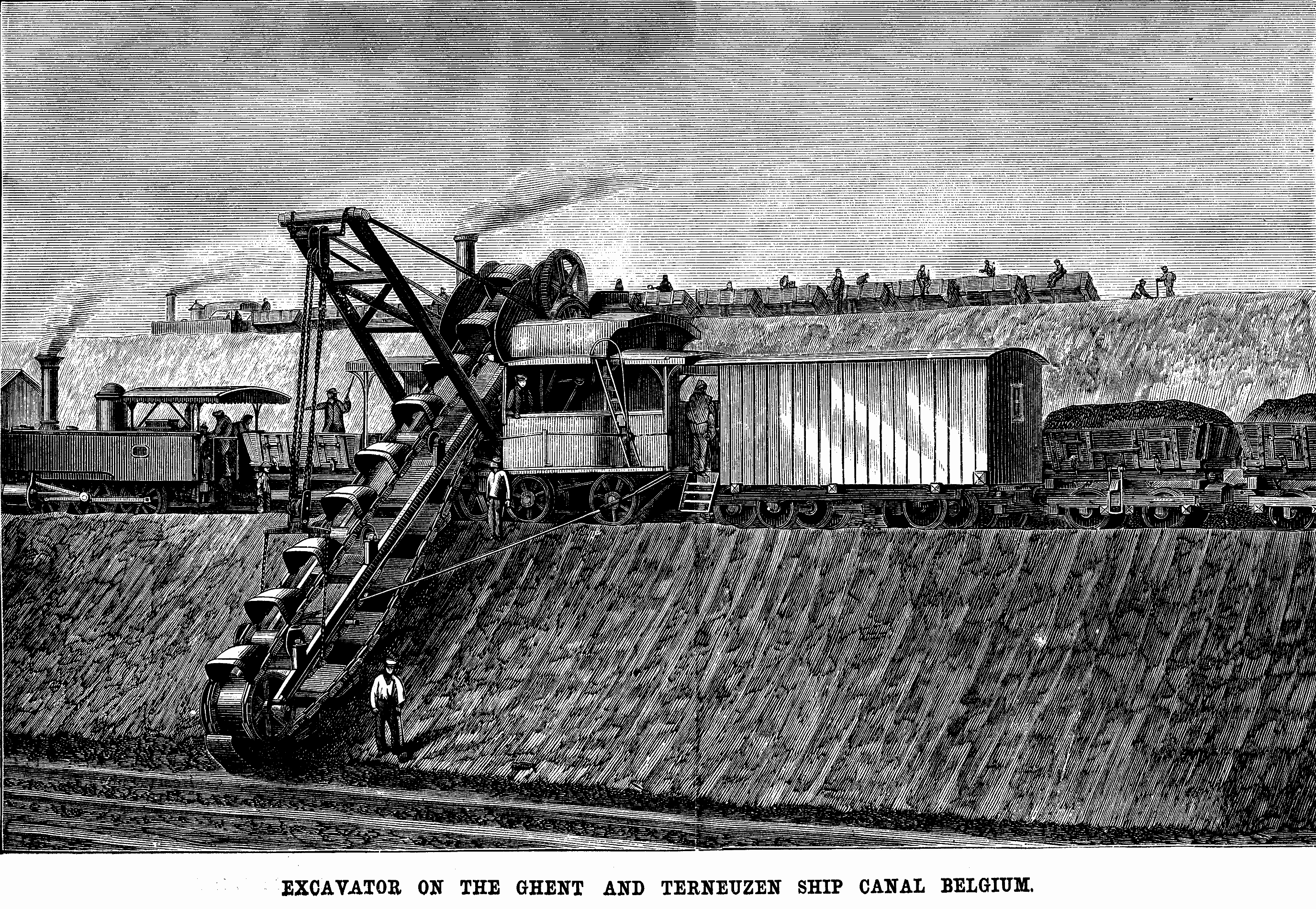
A csatorna kimélyítése 1878-ban

Gent városa a középkor folyamán a Sassevart folyócskán keresztül bonyolította tengeri hajóforgalmát. A technika fejlődése és a hajók méretének növekedése miatt a folyó egyre kevésbé volt képes megfelelni a hajózhatóság követelményeinek. E szűk keresztmetszet miatt Gent kereskedelmét a hanyatlás fenyegette.
1823-ban I. Vilmos holland király engedélyt adott a Sassevart kiszélesítésére, illetve meghosszabbítására a mai hollandiai Terneuzen felé. Az építkezés nagyon gyorsan haladt, 1827. november 18-án megnyílt a Gentet a Scheldével összekötő első csatorna. A vízmélység Gentnél 2,5 méter, Terneuzennél 4,5 méter volt. A Scheldétől egy 8 méter mély és 12 méter széles zsilip választotta el a csatornát.
A csatorna azonban a gyorsan fejlődő hajózás miatt folyamatosan szűknek bizonyult. 1830 és 1841 között a hollandok a belga függetlenségi mozgalom miatt leállították a csatorna forgalmát. Nagyszabású szélesítésekre és kotrásokra került sor 1870-ben és 1881-ben, de a hajózóút még így is csak 6,5 méter mély és 17 méter széles volt. A csatorna víztükrének szélessége ekkor 68 métert ért el. Az 1911-es bővítés után már 60 000 tonnás hajók is hajózhattak a csatornán.
A csatorna legutóbbi nagyszabású bővítésére 1960-tól kezdve került sor. 1963-ban két új zsilipkamrát adtak át, egyiket a belvízi forgalomnak, míg egy nagyobbat a tengerjáró hajók számára.

## A csatorna ma

### Jelentősége
Gent ma Belgium harmadik legnagyobb tengeri kikötője. A csatornán évente 1600 tengerjáró hajó közlekedik. A belgiumi szakaszon egymás után sorakoznak a vámraktárak és a hajógyárak, bár a nagy merülésű konténerszállító hajók már az 1980-as évek eleje óta nem képesek Gentbe befutni. A csatornán évente 25 millió tonna áru tengerjáró hajókon, 17 millió tonna pedig folyami hajókon halad át.

### Műszaki adatok
| Hossz:                | 32 km (18 km Belgiumban) |
| A víztükör szélessége | 200 m                    |
| A hajóút szélessége   | 100 m                    |
| Mélység               | 13 m                     |

|                    | Tengerjáró hajók zsilipje | Tengerjáró hajók zsilipje |
| ------------------ | ------------------------- | ------------------------- |
| Kamra hossza       | 270 m                     |                           |
| Kamra szélessége   | 40 m                      |                           |
| Áthidalt különbség | 5,0 m                     |                           |

| Hajó hossza | Hajó szélessége | Legnagyobb hajótömeg | Merülés |
| ----------- | --------------- | -------------------- | ------- |
| 265 méter   | 34 méter        | 125.000 tonna        | 12,5    |

## Lásd még
- Kieli-csatorna
- Manchesteri hajócsatorna